# Teucholabis collaris
Teucholabis collaris är en tvåvingeart som först beskrevs av Osten Sacken 1888.  Teucholabis collaris ingår i släktet Teucholabis och familjen småharkrankar. Inga underarter finns listade i Catalogue of Life.